# 瑞克·魯薛爾
瑞奇·尤金·魯薛爾（英語：Ricky Eugene Reuschel，1949年5月16日—），綽號「老爹」，為前美國職棒大聯盟的投手，生涯曾效力於小熊、洋基、海盜與巨人等隊。
魯薛爾身材高大，身高193公分，體重102公斤，但是跑速卻意外地快，因此獲得了「Big Daddy」的外號。他在休息日會以代跑身分亮相。他的哥哥保羅曾於1975年至1978年間與魯薛爾成為隊友。1975年8月21日，魯薛爾兄弟檔成為大聯盟唯一一對在同場比賽接力完成無安打比賽的兄弟組合。弟弟先發6.1局後，由哥哥完成剩餘比賽。

## 職業生涯

### 芝加哥小熊
1970年大聯盟選秀，魯薛爾在第三輪被小熊選走。他在1972年登上大聯盟，1977年迎來生涯年。這年他拿下20勝，在賽揚獎票選拿下第三。1977年7月28日，魯薛爾在休息兩天後就在延長賽13局登板，他不僅成功守住，還在下個半局敲出再見安打，成為他個人最經典的代表作。

### 紐約洋基
1981年季中，魯薛爾被交易到洋基。他在洋基拿下4勝4敗，防禦率2.67。他在美聯分區賽第四場擔任先發，主投6局失2分吞敗。後來他隨隊打進個人首次的世界大賽，防禦率為4.91。最終洋基輸給道奇，沒有成功奪冠。

### 重返芝加哥
1982年，魯薛爾因為旋轉肌受傷而導致整季報銷。接下來兩年，他在小熊拿下6勝6敗。
雖然他在1984年重返小熊先發輪值，球隊也順利打進季後賽，不過球隊卻沒有把魯薛爾納入季後賽先發行列。

### 匹茲堡海盜
1985年，魯薛爾加盟海盜。該年他拿下14勝8敗，球隊雖然在分區敬陪末座，但他成功拿下國聯東山再起獎。
最後魯薛爾在海盜留下31勝30敗，防禦率3.04的成績。

### 舊金山巨人
1987年年底，海盜將魯薛爾交易到巨人，換來Jeff Robinson和Scott Medvin。
魯薛爾在這年幫助巨人拿下分區冠軍，他還投出12場完投和4場完封。最後他拿下19勝。
1989年，年屆40歲的魯薛爾成功入選明星賽，不過他開場就被博·傑克遜和韋德·博格斯連續開轟。最後魯薛爾拿下17勝，並帶領球隊打進世界大賽。他在世界大賽第二場先發，但他被敲出5支安打狂失5分吞敗。
魯薛爾和Frank Tanana是大聯盟史上唯二位曾被漢克·阿倫和貝瑞·邦茲開轟的投手。

## 生涯投球成績
| 勝投 | 敗投 | 防禦率 | 出賽場次 | 先發 | 完投 | 完封 | 投球局數 | 安打 | 失分 | 自責分 | 全壘打 | 保送 | 三振 | 暴投 | 觸身球 |
| ---- | ---- | ------ | -------- | ---- | ---- | ---- | -------- | ---- | ---- | ------ | ------ | ---- | ---- | ---- | ------ |
| 214  | 191  | 3.37   | 557      | 529  | 102  | 26   | 3548.1   | 3588 | 1494 | 1330   | 221    | 935  | 2015 | 89   | 88     |

## 榮譽
- 魯薛爾在1982年入選西伊利諾大學名人堂。[20]
- 2008年，魯薛爾成功入選舊金山巨人名人牆。[21]

## 外部連結
- 球員資訊和成績在MLB，ESPN，Retrosheet ，Baseball Reference ，Fangraphs ，The Baseball Cube （英文）